# The Seventh One
The Seventh One sedmi je album američkog rock sastava Toto. Album je doživio veliki uspjeh u prodaji i najbliži je uspjehu njihovog četvrtog albuma. Nakon turneje na kojoj su promovirali album Joseph Williams je napustio sastav zbog problema s glasom.

## Popis pjesama
1. "Pamela" (David Paich, Joseph Williams) - 5:11
2. "You Got Me" (David Paich, Joseph Williams) - 3:11
3. "Anna" (Steve Lukather, Randy Goodrum) - 4:58
4. "Stop Loving You" (Steve Lukather, David Paich) - 4:29
5. "Mushanga" (David Paich, Jeff Porcaro) - 5:35
6. "Stay Away" (David Paich, Steve Lukather) - 5:31
7. "Straight for the Heart" (David Paich, Joseph Williams) - 4:09
8. "Only the Children" (David Paich, Steve Lukather, Joseph Williams) - 4:11
9. "A Thousand Years" (Joseph Williams, Mark T. Williams, David Paich) - 4:53
10. "These Chains" (Steve Lukather, Randy Goodrum) - 4:59
11. "Home of the Brave" (D. Paich, S. Lukather, Jimmy Webb & J. Williams) - 6:51
12. "The Seventh One" (D. Paich, J. Williams) - 6:20 (samo u japanskoj verziji albuma)

## Izvođači
Toto:
- Joseph Williams - vokal
- Steve Lukather - gitara, vokal
- David Paich - klavijature, vokal
- Jeff Porcaro - bubnjevi
- Mike Porcaro - bass gitara

Gost:
- Steve Porcaro - klavijature